# Lola Shoneyin
Lola Shoneyin (tên khai sinh Titilola Atinuke Alexandrah Shoneyin; 26 tháng 2 năm 1974 ở Ibadan, Nigeria) là nhà thơ và nhà văn người Nigeria. Bà ra mắt cuốn tiểu thuyết đầu tay The Secret Lives of Baba Segi's Wives ở Anh vào tháng 5 năm 2010. Shoneyin đã xây dựng lên hình tượng một nhà thơ từng trải, hài hước và thẳng thắn (thường trong khuôn mẫu nữ quyền), bà đã xuất bản ba tập thơ. Tháng 4 năm 2014, bà đã được xướng tên trong danh sách 39 nhà văn vùng Châu Phi Hạ Sahara dưới 40 tuổi có tiềm năng và tài năng để tạo nên xu hướng cho văn học châu Phi Africa39 của Hay Festival. Lola đoạt giải Pen ở Mỹ cũng như giải Ken Saro-Wiwa cho văn xuôi tại Nigeria. Bà cũng nằm danh sách đề cử cho Giải Orange ở Anh với tác phẩm đầu tay 'the Secret of Baba Segi's wives' vào năm 2010, Bà sống tại Lagos, Nigeria, nơi bà điều hành Liên hoan sách và nghệ thuật Aké hằng năm.

## Tiểu sử

### Thời thơ ấu
Titilola Atinuke Alexandrah Shoneyin sinh tại Ibadan, thủ phủ của bang Oyo, phía Tây Nam Nigeria năm 1974. Bà là con út trong gia đình sáu người con và là người con gái duy nhất. Cha mẹ bà là Chief Tinuoye Shoneyin và Mrs Yetunde Shoneyin (née Okupe), là những người bần cùng Remo đến từ bang Ogun.
Tác phẩm của Shoneyin bị ảnh hưởng đáng kể bởi cuộc đời bà, đáng chú ý là đưa tài liệu về đa phu thê vào tiểu thuyết đầu tay của bà; ông ngoại của bà, Abraham Olayinka Okupe (1896-1976) là người cai trị truyền thống của Iperu Remo và có năm người vợ. Ông lên ngôi năm 1938 và qua đời năm 1976.

### Học vấn và sự nghiệp
Khi Shoneyin sáu tuổi, cha mẹ gửi bà đến trường nội trú ở Anh, bà nhập học tại trường Trường Cargilfield, Edinburgh; Trường Collegiate, Winterbourne, Bristol; Trường Fettes Junior, Edinburgh. Bà quay trở về Nigeria sau khi cha bà bị chính phủ quân đội giam giữ và bà hoàn thành chương trình giáo dục trung học tại Abadina College. Sau đó bà nhận bằng BA (hons) từ Đại học bang Ogun năm 1994/95.
Các tác phẩm ban đầu của Shoneyin bao gồm chủ yếu là thơ và truyện ngắn. Những tác phẩm đi đầu của bà xuất hiện trong  Post Express  vào năm 1995, trong đó có một câu chuyện ngắn về một người phụ nữ Nigeria đã bỏ chồng để đến với một phụ nữ người Áo. Câu chuyện này đã mở ra cuộc đối thoại về vấn đề đồng tính luyến ái trong bối cảnh xã hội Nigeria.
Tuyển tập thơ đầu tiên của bà So All the Time I was Sitting on an Egg được xuất bản bởi Nhà xuất bản Ovalonion, Nigeria năm 1998. Shoneyin đã tham dự Chương trình viết quốc tế trứ danh diễn ra tại Iowa, USA vào tháng 8 năm 1999, đồng thời trong năm đó, bà tham gia Học giả Xuất sắc tại Đại học St. Thomas (Minnesota).
Tập thơ thứ hai của bà Song of a Riverbird đã được xuất bản tại Nigeria (nhà xuất bản Ovalonion House) năm 2002. Trong khi sống ở Anh, bà đã nhận được một bằng giảng dạy từ Đại học London Metropolitan vào năm 2005.
Shoneyin hoàn thành cuốn tiểu thuyết đầu tiên vào năm 2000. Tiểu thuyết thứ hai Harlot nhận được vài sự quan tâm, nhưng câu chuyện về một bà gái trẻ lớn lên ở thực dân Nigeria và xây dựng thân phận của mình trở thành một "Madame" vẫn chưa được xuất bản. Shoneyin tiếp tục với cuốn tiểu thuyết thứ ba The Secret Lives of Baba Segi’s Wives được xuất bản vào năm 2010.
Cassava Republic Press, Nigeria xuất bản tập thơ thứ ba của Shoneyin For the Love of Flight vào tháng 2 năm 2010. Quyển sách dành cho trẻ em Mayowa and the Masquerades cũng đã được xuất bản bởi Cassava Republic vào tháng 7 năm 2010.
Shoneyin cũng tham gia viết báo cho tờ The Scotsman The Guardian, và The Times về các vấn đề như nạn phân biệt chủng tộc, hủ tộc hôn nhân đa thê của Nigeria, nhóm khủng bố Nigeria Boko Haram và các cuộc bầu cử của Tổng thống đương nhiệm Muhammadu Buhari.
Bà là người sáng lập và giám đốc của Quỹ Buzz Book, một tổ chức phi chính phủ được thành lập vào năm 2012 nhằm quảng bá nghệ thuật và văn hóa ở địa phương và toàn cầu. Bà đồng sáng lập nên Infusion, một chương trình tập hợp hàng tháng nhằm phổ biến âm nhạc, nghệ thuật và văn hóa ở Abuja, Nigeria, Gần đây, Lola Shoneyin đã được công bố nằm trong Ban giám khảo 2018 cho Giải viết châu Phi Caine,

### Đời sống cá nhân
Bà kết hôn với Olaokun Soyinka là một bác sĩ y khoa và con trai của người được giải Nobel Wole Soyinka.